# جون فورد (سياسي أمريكي، مواليد 1942)
جون فورد (بالإنجليزية: John Ford)‏ هو سياسي أمريكي، ولد في 3 مايو 1942. نشط حزبياً في الحزب الديمقراطي. وقد انتخب عضو مجلس ولاية تينيسي.